# Galerazamba
Galerazamba es un centro poblado colombiano ubicado en el municipio de Santa Catalina en Bolívar, a 68 km al noreste de Cartagena de Indias.
Es conocido por sus salinas rosadas, llamadas el mar rosado de Colombia. Actualmente se encuentra en medio de un litigio de límites entre los departamentos de Bolívar y Atlántico.